# 严薇青
严薇青（1911年—1997年），原名严懋垣，曾用笔名恒墅、微青、蔚青等，男，原籍浙江绍兴，生于山东济南，中国古典文学研究家，曾任山东师范大学教授，山东省文学艺术界联合会副主席。